# Mount Pedersen
Mount Pedersen ist ein 2070 m hoher Berg im Norden des ostantarktischen Viktorialands. In den Freyberg Mountains ragt er 15 km südöstlich des Galatos Peak in der Salamander Range auf.
Der United States Geological Survey kartierte ihn anhand eigener Vermessungen und Luftaufnahmen der United States Navy aus den Jahren von 1960 bis 1964. Das Advisory Committee on Antarctic Names benannte ihn 1969 nach John M. Pedersen, Biologe auf der McMurdo-Station in zwei aufeinanderfolgenden antarktischen Sommerkampagnen zwischen 1965 und 1967.